# Division 3 (Frankreich)
Die Division 3 ist seit 1986 die vierthöchste Spielklasse im französischen Profi-Eishockey. Oberhalb der Division 3 sind die Ligue Magnus als höchste Spielklasse sowie die Division 1 als zweithöchste und die Division 2 als dritthöchste Spielklasse angesiedelt.

## Geschichte
Erstmals wurde in Frankreich eine Eishockey-Meisterschaft in der Saison 1906/07 ausgespielt. Die Hinzunahme einer zweiten Spielklasse erfolgte zur Saison 1930/31 als die sogenannte 2e série den Spielbetrieb aufnahm. In einer dritten Klasse wurde lediglich zweimalig in den Jahren 1934 und 1935 eine Meisterschaft ausgespielt. Mit der Unterteilung der 1re série zur Saison 1973/74 in Série A und Série B wurde die dritte Spielklasse wieder eingeführt. Die Einführung der vierten Spielklasse erfolgte schließlich 1986 unter dem heutigen Namen Division 3.

## Modus
Die Division 3 besteht aus bis zu sechs regionalen Gruppen mit unterschiedlicher Gruppenstärke.

## Meister der Division 3
| Saison  | Name       | Meister                           |
| ------- | ---------- | --------------------------------- |
| 1986/87 | Division 3 | Brûleurs de Loups de Grenoble II  |
| 1987/88 | Division 3 | Gothiques d’Amiens II             |
| 1988/89 | Division 3 | Galaxians d’Amnéville             |
| 1989/90 | Division 3 | Ours de Villard-de-Lans II        |
| 1990/91 | Division 3 | Wild Horses de Nîmes              |
| 1991/92 | Division 3 | Vikings de Cherbourg              |
| 1992/93 | Division 3 | Aquitains de Bordeaux             |
| 1993/94 | Division 3 | Diables Rouges de Briançon        |
| 1994/95 | Division 3 | Éléphants de Chambéry             |
| 1995/96 | Division 3 | Peaux-Rouges d’Évry               |
| 1996/97 | Division 3 | Castors d’Asnières                |
| 1997/98 | Division 3 | Albatros de Brest                 |
| 1998/99 | Division 3 | Vikings de Cherbourg              |
| 1999/00 | Division 3 | Brûleurs de Loups de Grenoble     |
| 2000/01 | Division 3 | Bisons de Neuilly-sur-Marne       |
| 2001/02 | Division 3 | Brûleurs de Loups de Grenoble II  |
| 2002/03 | Division 3 | Vipers de Montpellier             |
| 2003/04 | Division 3 | Aigles de Nice                    |
| 2004/05 | Division 3 | Élans de Champigny                |
| 2005/06 | Division 3 | Avalanche Mont-Blanc II           |
| 2006/07 | Division 3 | Aigles des Pyrénées de Font-Romeu |
| 2007/08 | Division 3 | Dragons de Rouen II               |
| 2008/09 | Division 3 | Orques d’Anglet                   |
| 2009/10 | Division 3 | Boucaniers de Toulon              |
| 2010/11 | Division 3 | Lions de Compiègne                |
| 2011/12 | Division 3 | Étoile Noire de Strasbourg II     |
| 2012/13 | Division 3 | Renards de Roanne                 |
| 2013/14 | Division 3 | Castors d’Avignon                 |
| 2014/15 | Division 3 | Lions de Wasquehal                |
| 2015/16 | Division 3 | Vipers de Montpellier             |
| 2016/17 | Division 3 | Gaulois de Châlons-en-Champagne   |
| 2017/18 | Division 3 | Pingouins de Morzine-Avoriaz      |
| 2018/19 | Division 3 | Épinal Hockey Club                |
| 2019/20 | Division 3 | nicht ausgespielt....             |
| 2020/21 | Division 3 | nicht ausgespielt....             |
| 2021/22 | Division 3 | Hockey Club de Caen II            |